# Ga Từ Gia Hối
Từ Gia Hối (giản thể: 徐家汇; phồn thể: 徐家匯; bính âm: Xújiāhuì) là một ga giao với các tuyến số 1, 9 và 11 của Tàu điện ngầm Thượng Hải. Nó nằm tại Từ Gia Hối thuộc Từ Hối, Thượng Hải. Nhà ga là một trong những nhà ga bận rộn nhất trên hệ thống, và cực kỳ đông đúc vào giờ cao điểm. Sáu trung tâm mua sắm lớn và tám tòa nhà văn phòng lớn đều chỉ cách lối ra của nhà ga không quá ba phút đi bộ. Nhà ga có tổng cộng 20 lối thoát, nhiều hơn những nhà khác ở Thượng Hải.
Nhà ga là một phần mở rộng phía Nam của tuyến, mở cửa ngày 28 tháng 5 năm 1993; trở thành nút giao với tuyến số 9 và tuyến số 11 mở cửa lần lượt vào ngày 31 tháng 12 năm 2009 và ngày 31 tháng 8 năm 2013.

## Địa điểm xung quanh
- Khu mua sắm Từ Gia Hối
- Đại học Phục Đán
- Đại học Thượng Hải Giao Thông

## Bố trí ga
| G  | Lối vào và lối thoát           | Lối thoát 1-20                                                         |
| B1 | Hành lang tuyến số 9           | Phòng vé                                                               |
| B1 | Hành lang tuyến số 11          | Phòng vé                                                               |
| B2 | Hành lang tuyến số 1           | Phòng vé                                                               |
| B2 | Hướng Tây                      | ← Tuyến số 9 hướng đi Thượng Hải Tùng Giang (Đường Nghi Sơn)           |
| B2 | Ke ga, cửa sẽ mở phía bên phải |                                                                        |
| B2 | Hướng Đông                     | → Tuyến số 9 hướng đi Tào Lộ (Đường Triệu Gia Banh) →                  |
| B3 | Hướng Bắc                      | ← Tuyến số 1 hướng đi Đường Phú Cẩm (Đường Hành Sơn)                   |
| B3 | Ke ga, cửa sẽ mở phía bên trái |                                                                        |
| B3 | Hướng Nam                      | → Tuyến số 1 hướng đi Sân Trang (Sân vận động trong nhà Thượng Hải) →  |
| B4 | Hướng Bắc                      | ← Tuyến số 11 hướng đi Gia Định Bắc hoặc Hoa Kiều (Đại học Giao Thông) |
| B4 | Ke ga, cửa sẽ mở phía bên phải |                                                                        |
| B4 | Hướng Nam                      | → Tuyến số 11 hướng đi Disney Resort (Trung tâm bơi lội Thượng Hải) →  |